# Nassim Saidi
Nassim Saidi (9 de desembre de 1994) és un ciclista algerià professional des del 2013. Actualment corre a l'equip Mouloudia Club d'Alger.

## Palmarès
- 2016
  - 1r al Critèrium Internacional de Blida
  - Vencedor d'una etapa al Tour de Faso
- 2017
  - 1r al Gran Premi de Chahid Didouche Mourad i vencedor d'una etapa
- 2018
  - Vencedor d'una etapa al Tour de Tipaza
  - Vencedor d'una etapa al Tour dels Aeroports
- 2019
  - 1r al Gran Premi de Chahid Didouche Mourad i vencedor d'una etapa
  - Vencedor d'una etapa a la Volta a Egipte
- 2022
  - Campió àrab de ciclisme
  - 1r al Tour de Sidi Bel Abbès
- 2023
  - Campió d'Àfrica de contrarellotge per equips
  - Vencedor d'una etapa a la Volta a Algèria
  - Vencedor d'una etapa Gran Premi d'El Malah
  - Vencedor d'una etapa Tour de Ghardaïa
- 2024
  - 1r al Gran Premi d'Orà
  - 1r al Tour d'Algèria